# Motol (zámek)
Zámek Motol je jméno novogotické památky ve stejnojmenné pražské čtvrti. Byl zapsán do rejstříku kulturních památek a veden pod rejstříkovým číslem 54285/1-1897, avšak v roce 1977 bylo od památkové ochrany upuštěno.
Jedná se o dvoukřídlý zámeček s nárožní věží. Na věži je dodnes patrný erb maltézského řádu. Nachází se v ulici Za opravnou a nejsnáze se k němu lze dostat tramvajemi 9, 10 a 16 (zastávka Motol).

## Historie
Na místě dnešního zámečku stávala středověká tvrz. V letech 1686–1689 zde dal Kryštof Vratislav z Mitrovic podle plánů J. A. Canevalleho a štukatéra Spazia postavit jednopatrový barokní zámeček, v 19. století pak přibyly hospodářské budovy. Motolský zámeček, jak ho známe dnes, vznikl ve druhé polovině 19. století nákladem malostranských johanitů.
Na přelomu 19. a 20. století objekt využívala 8. těžká dělostřelecká divize jako velitelství a kasárna, o něco později pak československý 101. dělostřelecký pluk.
Zámek Motol je dnes veřejnosti nepřístupný. Sídlí zde Ústřední kontrolní a zkušební ústav zemědělský a pražský inspektorát Státní zemědělské a potravinářské inspekce.